# Martus Éva
Martus Éva (Budapest, 1977– ) magyar grafikusművész.

## Élete
1991 és 1995 között a Kézműipari Szakközépiskola kerámia szakán folytatta középiskolai tanulmányait, majd 1996-ban felvételt nyert a Magyar Képzőművészeti Egyetemre. 2001-ben diplomázott az egyetem képgrafika szakán; a végzés előtti évben a nürnbergi Akademie der Bildenden Künste Erasmus-ösztöndíjasa volt. Mesterei Kőnig Róbert, Pásztor Gábor és Gerhard Schmidt voltak.

## Szakmai tevékenységei
- 2002-től lett a Magyar Rézkarcolóművészek Országos Egyesületének, a Fiatal Képzőművészek Országos Egyesületének, illetve a Magyar Alkotóművészek Országos Egyesületének tagja
- Alapítója és vezetője a Zikk-Zakk Műhely elnevezésű képzőművészeti alkotóműhelynek, ahol a célja a sokszínű anyaghasználat megismertetése és begyakoroltatása mellett az, hogy tanítványai rátaláljanak saját belső világukra, és ki tudjanak mozdulni a betanult sémák irányából egy saját, belső érzéseiken alapuló, sokszínű gondolatvilág felé. Ottani tanítványai számára rendszeresen szervez kiállításokat is.[1]

## Díjai
- 2004-ben elnyerte a Miskolci Galéria Városi Művészeti Múzeum Kondor Béla-díját.

## Kiállításai
- 1995: Gaál Galéria, Budapest
- 1998: Tölgyfa Galéria, Budapest
- 1999: Marczibányi Téri Művelődési Központ, Budapest; a Frankfurti Könyvvásár keretében szervezett kiállítás, Frankfurt
- 2000: Marczibányi Téri Művelődési Központ, Budapest; XX. Országos Grafikai Biennálé, Miskolc; Art Expo Friss, Szentendre; Zsámbéki Szombatok; III. Országos Színesnyomat Grafikai kiállítás, Szekszárd; Budapest Galéria Kiállítóháza, Budapest; Godot Galéria, Budapest; KulturKammerGut, Fürth, Németország
- 2001: Akademia der Bildenden Künste, Nürnberg; Galéria IX., Budapest; Budapest Galéria, Csapó I., Budapest
- 2002: Budakeszi Művelődési Központ, Budakeszi; Telki Magánkórház, Telki; Csongrádi Galéria, Csongrád; Kaposvári Vaszary Képtár, Kaposvár; Art Expo Friss, Szentendre; XXI. Nemzeti és Nemzetközi Grafikai Biennálé, Miskolc
- 2003: Művelődési Ház, Tök
- 2004: XXII. Nemzeti és Nemzetközi Grafikai Biennálé, Miskolc; Munkácsi Mihály Múzeum, Békéscsaba; KOGART Szalon és Kortárs Képzőművészeti Vásár, Budapest
- 2005: Képző és Iparművészeti Egyetem, Kolozsvár; BWA Galéria, Katovice; Magma Galéria, Budapest
- 2006: KOGART Szalon és Képző és Iparművészeti Vásár, Budapest; XXIII. Nemzeti és Nemzetközi Grafikai Biennálé, Miskolc
- 2007: Együttállás, Szent István Király Múzeum, Székesfehérvár

## Bibliográfia
- Képgrafikák fiatal művészektől, Népszabadság, 2000. december
- P. Szabó Ernő: Ezredvégi nyomatok, Art Forum, 2000. március
- Bolgár Eszter: GRAFIKUSI KÉPességEk, Új Művészet, 2000. szeptember
- Csapó 1., Exindex, 2002 február 5.
- Növendék kiállítás, Budántúl, 2003. március 12.
- M. E.: Kortárs magyar grafikusok, Magyar Szó online, 2005. szeptember 7.
- Túri Gábor: „etnokampba vagy nudistakampba menjünk-e?”, Magyar Szó online, 2005. szeptember 17–18.
- Somogyi Zsófi: Senkik összezárva, Csillagszálló, 2007. május
- F. Almási Éva: Együttállás Székesfehérváron, Artportal.hu, 2007. október 14.